# Resolução 1754 do Conselho de Segurança das Nações Unidas
A Resolução 1754 do Conselho de Segurança das Nações Unidas é uma resolução do Conselho de Segurança das Nações Unidas no sentido de tentar resolver o conflito do Saara Ocidental que opõe a Frente Polisário e Marrocos. Foi adotada unanimemente pelo Conselho de Segurança a 30 de Abril de 2007.